# اچ‌ام‌اس پورپویز (اس۰۱)
اچ‌ام‌اس پورپویز (اس۰۱) (به انگلیسی: HMS Porpoise (S01)) یک زیردریایی بود که طول آن ۲۹۰ فوت (۸۸ متر) بود. این زیردریایی در سال ۱۹۵۶ ساخته شد.